# Псалмы 145—150
Псалмы 145—150 — заключительные псалмы из книги Псалтирь (в масоретской нумерации — 146—150, так как в Танахе 146-й и 147-й псалмы представляют собой единый псалом). Все эти псалмы имеют надписание «Аллилуйя» (от др.-евр. הַלְלוּ יָהּ‬). По содержанию эти псалмы являются хвалебными песнями Богу и составляют заключение всей Псалтири в целом. Псалмы 144—149 предназначены для храмового богослужения, а 150-м псалмом заканчивается вся Псалтирь. Группа псалмов 145—150 (хвалебные, аллилуйные) посвящены Богу за дарованные Им милости еврейскому народу, все они тесно связаны друг с другом, 145-й псалом — о возвращении евреев из плена, псалмы 146 и 147 — о восстановлении Иерусалима, 149-й псалом — о восстановлении иудаизма. Поскольку псалмы начинаются и оканчиваются словом «аллилуйя», то в христианстве и иудаизме группы псалмов 112—117 и 145—150 часто путают между собой, называя «аллилуйными», поэтому для различения группа 112—117 названа «пасхальной», а 145—150 — «хвалебной». 
Согласно еврейской традиции автором этих псалмов является царь Давид. По мнению христианских толкователей псалмы написаны гораздо позже, после возвращения евреев из вавилонского плена во времена Ездры и Неемии.

## Инципиты
- 145 Lauda, anima mea, Dominum (Хвали, душа моя, Господа)
- 146 Laudate Dominum, quoniam bonus est psalmus[7]. (Хвалите Господа, ибо благо петь Богу нашему)
- 147 Lauda, Jerusalem, Dominum (Хвали, Иерусалим, Господа)
- 148 Laudate Dominum de caelis (Хвалите Господа с небес)
- 149 Cantate Domino canticum novum (Пойте Господу песнь новую)[8]

## Богослужебное использование
Православие
145-й псалом поют на литургии как второй антифон. Псалмы 148—150 называют «хвалитными», входят в состав утрени.
Иудаизм
Псалмы 144—150 вместе с рядом других псалмов и отрывков из Танаха входят в состав утреннего богослужения (эта часть богослужения называется «псукей де-зимра»).
146:2 «Господь созидает Иерусалим, собирает изгнанников Израиля», стих включён в молитвы: «Шемоне-Эсре» (как парафраз в 10-м и 14-м славословиях) и «Биркат мазон» (как цитата в 3-м славословии) палестинской редакции, «Амида» (как парафраз в 10-м и 14-м славословиях) вавилонской редакции.

## Перевод
- М. В. Ломоносов. Переложение псалма 145